# Гор Суджян
Гор Суджя́н (вірм. Գոռ Սուջյան) — вірменський співак, вокаліст гурту «Dorians», який представляв Вірменію на пісенному конкурсі Євробачення 2013 у Мальме (18-те місце у фіналі).